# Lac Lancelot
Ne doit pas être confondu avec Lancelot du Lac.
Le lac Lancelot est un lac de l'île principale des îles Kerguelen, dans les Terres australes et antarctiques françaises (TAAF). Il est situé sur le plateau Central à 45 mètres d'altitude.